# Módulo elástico

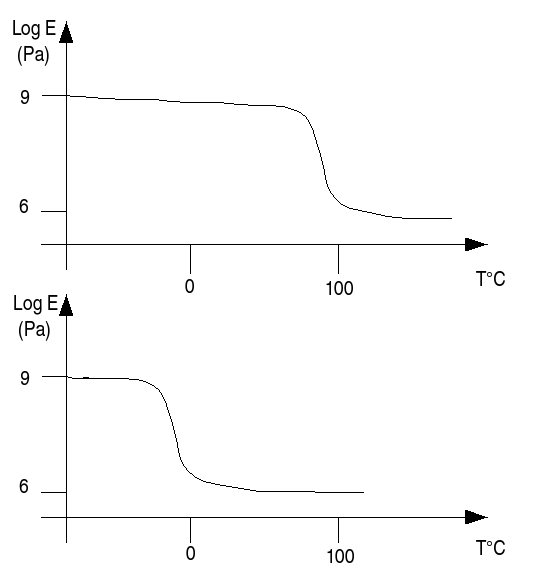
El conocimiento del módulo y su evolución en función de "T" es necesario para la selección del material más adecuado.

Un módulo elástico es una constante elástica derivada de las propiedades elásticas de los materiales, gases, fluidos y sólidos, que involucra  una medida relacionada con la tensión y una medida relacionada con la deformación. El módulo elástico de un objeto se define como la  pendiente de su  curva tensión-deformación en la región de deformación elástica: Un material más rígido tendrá un módulo elástico mayor. Un módulo elástico tiene la forma
{\displaystyle \delta \ {\stackrel {\text{def}}{=}}\ {\frac {\text{tensión}}{\text{deformación}}}}
donde tensión es la fuerza que causa la deformación dividida por el área a la que se aplica la fuerza y deformación es la relación entre el cambio de algún parámetro causado por la deformación y el valor original del parámetro. Dado que la deformación es una cantidad adimensional, las unidades de {\displaystyle \delta } serán las mismas que las de la tensión.
Los materiales elásticos isótropos quedan caracterizados por un módulo elástico y un coeficiente elástico (o razón entre dos deformaciones). Es decir, conocido el valor de uno de los módulos elásticos y del coeficiente de Poisson se pueden determinar los otros módulos elásticos. Los materiales ortótropos o anisótropos requieren un número de constantes elásticas mayor.
Las constantes elásticas que reciben el nombre de módulo elástico son las siguientes:
- Módulo de Young se designa usualmente por {\displaystyle E\,}. Está asociado directamente con los cambios de longitud que experimenta un cable, un alambre, una varilla, etc. cuando está sometido a la acción de tensiones de tracción o de compresión. Por esa razón se le llama también módulo elástico longitudinal.
- Módulo de compresibilidad se designa usualmente por {\displaystyle K\,}. Está asociado con los cambios de volumen que experimenta un material bajo la acción de esfuerzos (generalmente compresores) que actúan perpendicularmente a su superficie. No implica cambio de forma, tan solo de volumen.
- Módulo elástico transversal se designa usualmente por {\displaystyle G\,}. Está asociado con el cambio de forma que experimenta un material bajo la acción de esfuerzos cortantes. No implica cambios de volumen, tan solo de forma. También se le llama módulo elástico tangencial y módulo elástico cortante

Otros dos módulos elásticos son el  primer parámetro de Lamé, λ, y el módulo de onda P, M, como se utiliza en la tabla de comparaciones de módulos que se da en las siguientes referencias.

## Materiales elásticos isótropos
Materiales homogéneos e isótropos (similares en todas las direcciones) los materiales (sólidos) tienen sus propiedades elásticas (lineales) completamente descritas por dos módulos elásticos, y se puede elegir cualquier par.  Dado un par de módulos elásticos, todos los demás módulos elásticos pueden calcularse según las fórmulas de la tabla que aparece al final de la página.
Los  fluidos inmiscibles son especiales en el sentido de que no pueden soportar esfuerzos de cizallamiento, lo que significa que el módulo de cizallamiento es siempre cero. Esto también implica que el módulo de Young para este grupo es siempre cero.
En algunos textos, el módulo de elasticidad se denomina constante elástica, mientras que la cantidad inversa se denomina módulo elástico.
En el Sistema Internacional de Unidades, los módulos se expresan en newtons/metro cuadrado (N/m²) y el coeficiente es adimensional.
Se tiene, pues, un total de seis constantes elásticas comúnmente utilizadas: L , ν, K , G , λ y μ . Dos cualquiera de ellas caracterizan completamente el comportamiento elástico, es decir, cualquier parámetro elástico de un material puede expresarse como función de dos cualesquiera parámetros anteriores. Obviamente, todos estos pares de constantes elásticos están relacionados, como se resume en la siguiente tabla:
|                                   | {\displaystyle E\,}: módulo de elasticidad {\displaystyle \nu \,}: coeficiente de Poisson                                  | {\displaystyle K\,}: módulo de compresibilidad {\displaystyle G\,}: módulo de cizallamiento | {\displaystyle \lambda \,}: 1r coeficient de Lamé {\displaystyle \mu \,}:2nº coeficiente de Lamé        |
| --------------------------------- | --- | ------------------------------------------------------------------------------------------- | --- |
| {\displaystyle (E,\nu )\,}        | -- | {\displaystyle K={\frac {E}{3(1-2\nu )}}} {\displaystyle G={\frac {E}{2(1+\nu )}}}          | {\displaystyle \lambda ={\frac {\nu E}{(1+\nu )(1-2\nu )}}} {\displaystyle \mu ={\frac {E}{2(1+\nu )}}} |
| {\displaystyle (K,G)\,}           | {\displaystyle E={\frac {9K(K-2G)}{3K+G}}} {\displaystyle \nu ={\frac {1}{2}}{\frac {3K-2G}{3K+G}}}                        | --                                                                                          | {\displaystyle \lambda =K-{\frac {2G}{3}}} {\displaystyle \mu =G\,}                                     |
| {\displaystyle (\Lambda ,\mu )\,} | {\displaystyle E={\frac {\mu (3\lambda +2\mu )}{\lambda +\mu }}} {\displaystyle \nu ={\frac {\lambda }{2(\lambda +\mu )}}} | {\displaystyle K=\lambda +{\frac {2\mu }{3}}} {\displaystyle G=\mu \,}                      | -- |

Expresadas en términos del módulo de Young y el coeficiente de Poisson, las ecuaciones constitutivas son:

{\displaystyle {\begin{pmatrix}\varepsilon _{XX}\\\varepsilon _{ii}\\\varepsilon _{zz}\\\varepsilon _{xy}\\\varepsilon _{xz}\\\varepsilon _{yz}\end{pmatrix}}={\begin{pmatrix}{\frac {1}{E}}&-{\frac {\nu }{E}}&-{\frac {\nu }{E}}&&&\\-{\frac {\nu }{E}}&{\frac {1}{E}}&-{\frac {\nu }{E}}&&&\\-{\frac {\nu }{E}}&-{\frac {\nu }{E}}&{\frac {1}{e}}\\&&&{\frac {2(1+\nu )}{E}}&0&0\\&&&0&{\frac {2(1+\nu )}{E}}&0\\&&&0&0&{\frac {2(1+\nu )}{e}}\\\end{pmatrix}}{\begin{pmatrix}\sigma _{XX}\\\sigma _{ii}\\\sigma _{zz}\\\sigma _{xy}\\\sigma _{xz}\\\sigma _{yz}\end{pmatrix}}}

Las relaciones inversas están dadas por: 

{\displaystyle {\begin{pmatrix}\sigma _{XX}\\\sigma _{ii}\\\sigma _{zz}\\\sigma _{xy}\\\sigma _{xz}\\\sigma _{yz}\end{pmatrix}}={\frac {E}{1+\nu }}{\begin{pmatrix}1+\alpha &\alpha &\alpha &&&\\\alpha &1+\alpha &\alpha &&&\\\alpha &\alpha &1+\alpha &&&\\&&&{\frac {1}{2}}&0&0\\&&&0&{\frac {1}{2}}&0\\&&&0&0&{\frac {1}{2}}\\\end{pmatrix}}{\begin{pmatrix}\varepsilon _{XX}\\\varepsilon _{ii}\\\varepsilon _{zz}\\\varepsilon _{xy}\\\varepsilon _{xz}\\\varepsilon _{yz}\end{pmatrix}}}
donde {\displaystyle \alpha :={\frac {\nu }{1/2\nu }}}

## Materiales elásticos ortotrópicos
Algunos materiales elásticos son anisótropos, lo que significa que su comportamiento elástico, concretamente la relación entre tensiones aplicadas y deformaciones unitarias, es diferente para distintas direcciones. Una forma común de anisotropía es la que presentan los materiales elásticos ortotrópicos en los que el comportamiento elástico queda caracterizado por una serie de constantes elásticas asociadas a tres direcciones mutuamente perpendiculares. El ejemplo más conocido de material ortotrópico es la madera, que presenta diferente módulo de elasticidad a lo largo de la fibra, tangencialmente a los anillos de crecimiento y perpendicularmente a los anillos de crecimiento.
El comportamiento elástico de un material ortotrópico queda caracterizado por nueve constantes independientes: 3 módulos de elasticidad longitudinal (Nx, Ei, Ez ), 3 módulos de rigidez (Gxi, Giz, Gxz) y 3 coeficientes de Poisson (νxy, νyz, νxz). De hecho, para un material ortotrópico, la relación entre las componentes del tensor de tensiones y las componentes del  tensor de deformación viene dada por:
{\displaystyle {\begin{pmatrix}\varepsilon _{XX}\\\varepsilon _{ii}\\\varepsilon _{zz}\\\varepsilon _{xy}\\\varepsilon _{xz}\\\varepsilon _{yz}\end{pmatrix}}={\begin{pmatrix}{\frac {1}{E_{x}}}&-{\frac {\nu _{ix}}{E_{y}}}&-{\frac {\nu _{zx}}{E_{z}}}&&&\\-{\frac {\nu _{xy}}{E_{x}}}&{\frac {1}{E_{y}}}&-{\frac {\nu _{zi}}{E_{z}}}&&&\\-{\frac {\nu _{xz}}{E_{x}}}&-{\frac {\nu _{iz}}{E_{y}}}&{\frac {1}{E_{z}}}\\&&&{\frac {1}{2G_{xi}}}&0&0\\&&&0&{\frac {1}{2G_{xz}}}&0\\&&&0&0&{\frac {1}{2G_{iz}}}\\\end{pmatrix}}{\begin{pmatrix}\sigma _{XX}\\\sigma _{ii}\\\sigma _{zz}\\\sigma _{xy}\\\sigma _{xz}\\\sigma _{yz}\end{pmatrix}}}

Donde: {\displaystyle {\frac {\nu _{ix}}{E_{y}}}={\frac {\nu _{xy}}{E_{x}}}\qquad {\frac {\nu _{zx}}{E_{z}}}={\frac {\nu _{xz}}{E_{x}}}\qquad {\frac {\nu _{iz}}{E_{y}}}={\frac {\nu _{zi}}{E_{z}}}\qquad (*)} 

Como puede verse, las componentes que gobiernan el alargamiento y las que gobiernan la distorsión están desacopladas, lo que significa que en general es posible producir alargamientos en torno a un punto sin provocar distorsiones y viceversa. Las ecuaciones inversas que dan las deformaciones en función de las tensiones toman una forma algo más complicada:
{\displaystyle {\begin{pmatrix}\sigma _{XX}\\\sigma _{ii}\\\sigma _{zz}\\\sigma _{xy}\\\sigma _{xz}\\\sigma _{yz}\end{pmatrix}}={\begin{pmatrix}{\frac {1-\nu _{iz}\nu _{iz}}{E_{y}E_{z}\Delta }}&{\frac {\nu _{ix}+\nu _{iz}\nu _{zx}}{E_{y}E_{z}\Delta }}&{\frac {\nu _{zx}+\nu _{zi}\nu _{ix}}{E_{y}E_{z}\Delta }}&&&\\{\frac {\nu _{xy}+\nu _{xz}\nu _{zi}}{E_{x}E_{z}\Delta }}&{\frac {1-\nu _{zx}\nu _{xz}}{E_{x}E_{z}\Delta }}&{\frac {\nu _{zi}+\nu _{zx}\nu _{xy}}{E_{x}E_{z}\Delta }}&&&\\{\frac {\nu _{xz}+\nu _{xy}\nu _{iz}}{E_{x}E_{y}\Delta }}&{\frac {\nu _{iz}+\nu _{ix}\nu _{xz}}{E_{x}E_{y}\Delta }}&{\frac {1-\nu _{xy}\nu _{ix}}{E_{x}E_{y}\Delta }}\\&&&2G_{xi}&0&0\\&&&0&2G_{xz}&0\\&&&0&0&2G_{iz}\\\end{pmatrix}}{\begin{pmatrix}\varepsilon _{XX}\\\varepsilon _{ii}\\\varepsilon _{zz}\\\varepsilon _{xy}\\\varepsilon _{xz}\\\varepsilon _{yz}\end{pmatrix}}}
Donde: 

{\displaystyle \Delta :={\frac {1-\nu _{xy}\nu _{ix}-\nu _{xz}\nu _{zx}-\nu _{iz}\nu _{zi}-2\nu _{xy}\nu _{iz}\nu _{zx}}{E_{x}E_{y}E_{z}}}} 

De hecho, la matriz anterior, que representa el tensor de rigidez es simétrica
{\displaystyle {\frac {\nu _{ix}+\nu _{iz}\nu _{zx}}{E_{y}E_{z}\Delta }}={\frac {\nu _{xy}+\nu _{xz}\nu _{zi}}{E_{x}E_{z}\Delta }}\qquad {\frac {\nu _{zx}+\nu _{zi}\nu _{ix}}{E_{y}E_{z}\Delta }}={\frac {\nu _{xz}+\nu _{xy}\nu _{iz}}{E_{x}E_{y}\Delta }}\qquad {\frac {\nu _{zi}+\nu _{zx}\nu _{xy}}{E_{x}E_{z}\Delta }}={\frac {\nu _{iz}+\nu _{ix}\nu _{xz}}{E_{x}E_{y}\Delta }}}

## Materiales transversalmente isótropos
Un caso particular de material ortotrópico es el de los materiales transversalmente isótropos en los que existe una dirección preferente o longitudinal y todas las secciones perpendiculares a la misma son mecánicamente equivalentes. Así, en cualquier sección transversal a la diferente dirección habrá isotropía y el número de constantes elásticas independientes necesarias para caracterizar este material será de 5 y no de 9, como en el caso de un material ortotrópico general. Las cinco constantes independientes serán, de hecho: 2 módulos de elasticidad longitudinal (NL, Et), 1 módulo de rigidez (Gt ) y 2 coeficientes de Poisson (ν (νL, νLt). Estas constantes se relacionan con las demás constantes generales de un material ortotrópico mediante estas relaciones:

{\displaystyle {\begin{cases}E_{y}=E_{L}&E_{x}=E_{z}=E_{t}\\G_{xz}={\cfrac {E_{t}}{2(1+\nu _{t})}}&G_{zi}=G_{xi}=G_{t}\\\nu _{iz}=\nu _{zi}=\nu _{t}&\nu _{xz}=\nu _{zi}=\nu _{tl}\end{cases}}}

## Tipos de módulo elástico
La especificación de cómo se van a medir la tensión y la deformación, incluidas las direcciones, permite definir muchos tipos de módulos elásticos. Los tres principales son:
1. Módulo de Young (E) describe la elasticidad de tracción y compresión, o la tendencia de un objeto a deformarse a lo largo de un eje cuando se aplican fuerzas opuestas a lo largo de ese eje; se define como la relación entre tensión de tracción y deformación de tracción. A menudo se denomina simplemente módulo elástico.
2. El módulo de cizalladura o módulo de rigidez (G o {\displaystyle \mu \,}segundo parámetro de Lamé) describe la tendencia de un objeto a cizallar (la deformación de la forma a volumen constante) cuando actúan sobre él fuerzas opuestas; se define como tensión cortante sobre  deformación de cizalladura.  El módulo de cizalla forma parte de la derivación de la viscosidad.
3. El módulo de compresibilidad (K) describe la elasticidad volumétrica, o la tendencia de un objeto a deformarse en todas las direcciones cuando se carga uniformemente en todas las direcciones; se define como tensión volumétrica sobre la deformación volumétrica, y es el inverso de la compresibilidad. El módulo de volumen es una extensión del módulo de Young a tres dimensiones.
4. El módulo de flexión (Eflex) describe la tendencia del objeto a flexionarse cuando actúa sobre él un  momento.

Otros dos módulos elásticos son el  primer parámetro de Lamé, λ, y el módulo de onda P, M, tal como se utiliza en la tabla de comparaciones de módulos que figura a continuación de las referencias. Los materiales (sólidos) homogéneos e  isótropos (similares en todas las direcciones) tienen sus propiedades elásticas (lineales) descritas completamente por dos módulos elásticos, y se puede elegir cualquier par.  Dado un par de módulos elásticos, todos los demás módulos elásticos pueden calcularse de acuerdo con las fórmulas de la siguiente tabla al final de la página.
Los  fluidos inviscosos son especiales en el sentido de que no pueden soportar esfuerzos cortantes, lo que significa que el módulo cortante es siempre cero. Esto también implica que el módulo de Young para este grupo es siempre cero.
En algunos textos, el módulo de elasticidad se denomina constante elástica, mientras que la cantidad inversa se denomina módulo elástico.
Diferentes tipos de módulos de elasticidad correspondientes a diferentes tipos de deformación (ejemplos):
| Nombre                         | Comportamiento del material | Ecuación constitutiva                                                    |
| ------------------------------ | --- | ------------------------------------------------------------------------ |
| Modulo de tracción             | Bajo tensión uniaxial {\displaystyle {\rm {\sigma _{E}}}}, la muestra experimenta una expansión lineal {\displaystyle {\rm {\varepsilon _{E}}}} pequeña con respecto al espesor.                                                           | {\displaystyle \sigma _{\text{E}}=E_{\text{t}}\ \varepsilon _{\text{E}}} |
| Módulo de cizalladura          | Sometido a esfuerzo cortante {\displaystyle sigma_{C}}, la muestra sufre una deformación {\displaystyle sigma_{C}} sin cambiar su volumen.                                                                                                 | {\displaystyle \sigma _{\text{C}}=G_{\text{s}}\ \varepsilon _{\text{C}}} |
| Módulo de compresibilidad      | Cuando se somete a un esfuerzo de compresibilidad {\displaystyle \sigma _{\text{K}}}, la muestra sufre un cambio de volumen {\displaystyle \sigma _{\text{K}}} sin cambiar de forma.                                                       | {\displaystyle \sigma _{\text{K}}=K\ \varepsilon _{\text{K}}}            |
| Modulo de deformación uniaxial | Sometida a un esfuerzo de pseudocompresión {\displaystyle \sigma _{M}}, la muestra experimenta un cambio de volumen {\displaystyle \varepsilon _{M}} sin cambiar su forma. La deformación resultante es grande en relación con el espesor. | {\displaystyle \sigma _{\text{M}}=L\ \varepsilon _{\text{M}}}            |

## Fórmulas de conversión
| Fórmulas de conversión | Fórmulas de conversión                              | Fórmulas de conversión                | Fórmulas de conversión                              | Fórmulas de conversión                   | Fórmulas de conversión                                    | Fórmulas de conversión                           | Fórmulas de conversión                               | Fórmulas de conversión                         | Fórmulas de conversión                   | Fórmulas de conversión                |
| --- | --------------------------------------------------- | ------------------------------------- | --------------------------------------------------- | ---------------------------------------- | --------------------------------------------------------- | ------------------------------------------------ | ---------------------------------------------------- | ---------------------------------------------- | ---------------------------------------- | ------------------------------------- |
| Los materiales elásticos lineales isótropos homogéneos tienen sus propiedades elásticas únicamente determinadas por dos módulos cualesquiera de los especificados anteriormente, por lo tanto, cualquier otro módulo de elasticidad puede ser calculado de acuerdo a estas fórmulas. |                                                     |                                       |                                                     |                                          |                                                           |                                                  |                                                      |                                                |                                          |                                       |
| | {\displaystyle (\lambda ,\,G)}                      | {\displaystyle (E,\,G)}               | {\displaystyle (K,\,\lambda )}                      | {\displaystyle (K,\,G)}                  | {\displaystyle (\lambda ,\,\nu )}                         | {\displaystyle (G,\,\nu )}                       | {\displaystyle (E,\,\nu )}                           | {\displaystyle (K,\,\nu )}                     | {\displaystyle (K,\,E)}                  | {\displaystyle (M,\,G)}               |
| {\displaystyle K=\,} | {\displaystyle \lambda +{\frac {2G}{3}}}            | {\displaystyle {\frac {EG}{3(3G-E)}}} |                                                     |                                          | {\displaystyle \lambda {\frac {1+\nu }{3\nu }}}           | {\displaystyle {\frac {2G(1+\nu )}{3(1-2\nu )}}} | {\displaystyle {\frac {E}{3(1-2\nu )}}}              |                                                |                                          | {\displaystyle M-{\frac {4G}{3}}}     |
| {\displaystyle E=\,} | {\displaystyle G{\frac {3\lambda +2G}{\lambda +G}}} |                                       | {\displaystyle 9K{\frac {K-\lambda }{3K-\lambda }}} | {\displaystyle {\frac {9KG}{3K+G}}}      | {\displaystyle {\frac {\lambda (1+\nu )(1-2\nu )}{\nu }}} | {\displaystyle 2G(1+\nu )\,}                     |                                                      | {\displaystyle 3K(1-2\nu )\,}                  |                                          | {\displaystyle G{\frac {3M-4G}{M-G}}} |
| {\displaystyle \lambda =\,} |                                                     | {\displaystyle G{\frac {E-2G}{3G-E}}} |                                                     | {\displaystyle K-{\frac {2G}{3}}}        |                                                           | {\displaystyle {\frac {2G\nu }{1-2\nu }}}        | {\displaystyle {\frac {E\nu }{(1+\nu )(1-2\nu )}}}   | {\displaystyle {\frac {3K\nu }{1+\nu }}}       | {\displaystyle {\frac {3K(3K-E)}{9K-E}}} | {\displaystyle M-2G\,}                |
| {\displaystyle G=\,} |                                                     |                                       | {\displaystyle 3{\frac {K-\lambda }{2}}}            |                                          | {\displaystyle \lambda {\frac {1-2\nu }{2\nu }}}          |                                                  | {\displaystyle {\frac {E}{2(1+\nu )}}}               | {\displaystyle 3K{\frac {1-2\nu }{2(1+\nu )}}} | {\displaystyle {\frac {3KE}{9K-E}}}      |                                       |
| {\displaystyle \nu =\,} | {\displaystyle {\frac {\lambda }{2(\lambda +G)}}}   | {\displaystyle {\frac {E}{2G}}-1}     | {\displaystyle {\frac {\lambda }{3K-\lambda }}}     | {\displaystyle {\frac {3K-2G}{2(3K+G)}}} |                                                           |                                                  |                                                      |                                                | {\displaystyle {\frac {3K-E}{6K}}}       | {\displaystyle {\frac {M-2G}{2M-2G}}} |
| {\displaystyle M=\,} | {\displaystyle \lambda +2G\,}                       | {\displaystyle G{\frac {4G-E}{3G-E}}} | {\displaystyle 3K-2\lambda \,}                      | {\displaystyle K+{\frac {4G}{3}}}        | {\displaystyle \lambda {\frac {1-\nu }{\nu }}}            | {\displaystyle G{\frac {2-2\nu }{1-2\nu }}}      | {\displaystyle E{\frac {1-\nu }{(1+\nu )(1-2\nu )}}} | {\displaystyle 3K{\frac {1-\nu }{1+\nu }}}     | {\displaystyle 3K{\frac {3K+E}{9K-E}}}   |                                       |